# Bräkenfickmossa
Bräkenfickmossa (Fissidens osmundoides) är en bladmossart som beskrevs av Hedwig 1801. Bräkenfickmossa ingår i släktet fickmossor, och familjen Fissidentaceae. Arten är reproducerande i Sverige. Inga underarter finns listade i Catalogue of Life.